# Kurt Tetzlaff
Kurt Tetzlaff (* 22. Februar 1933 in Tempelburg, Kreis Neustettin; † 4. Juli 2022) war ein deutscher Dokumentarfilm-Regisseur, der vor allem durch seine für die DEFA produzierten Dokumentarfilme bekannt wurde.

## Leben und Werk
Von 1955 bis 1960 studierte Kurt Tetzlaff an der Hochschule für Filmkunst Potsdam-Babelsberg Regie, wo er von 1964 bis 1969 als Dozent lehrte. Ab 1960 arbeitete er als Regisseur im DEFA-Studio für populärwissenschaftliche Filme, das später mit anderen DEFA-Bereichen zum DEFA-Studio für Dokumentarfilme fusionierte. Tetzlaff arbeitete als Regisseur und war ab 1977 Vorsitzender des Künstlerischen Rates. Tetzlaff drehte ca. 70 Filme, unter anderem Spielfilme, Filme für Kinder und vor allem Dokumentarfilme.
In Potsdam bewohnte Tetzlaff über längere Zeit mit den Malern Peter Wilde, Manfred Nitsche, Christian Heinze und Alfred Schmidt die Villa Rumpf am Heiligen See.

## Filmografie (Auswahl)
- 1957: Auf einem Bahnsteig (Kurzdokumentarfilm)
- 1960: Diplomfilm „Die erste Seite einer Chronik“, 60 Minuten, Spielfilm (Bronzemedaille beim Studentenfestival Helsinki)
- 1963: „Im Januar 63“, 18 Minuten (Reportage über die Arbeit im Gleisbau; Prädikat: Künstlerisch besonders wertvoll, VI. Internationale Leipziger Dokumentar- und Kurzfilmwoche 1963: Sonderpreis)
- 1963: „Jens und der Kasper“, 60 Minuten, Spielfilm für Kinder
- 1966: Es genügt nicht 18 zu sein
- 1967: „Saatfrüchte sollen nicht vermahlen werden“, 18 Minuten (über das Werk „Trauerndes Elternpaar“ von Käthe Kollwitz; Preis Festival Leipzig)
- 1975: „Looping“, 80 Minuten, Spielfilm – Gegenwartsthematik
- 1976: „Begegnungen an der Trasse“, 47 Minuten (Reisebericht über den Bau eines Teilstücks einer Erdgasleitung in der Ukraine durch ein Jugendprojekt der FDJ)
- 1976: „Alltag eines Abenteuers“, 40 Minuten (Bau einer Erdgaspipeline in der Ukraine; Prädikat: Besonders wertvoll, Silberne Taube bei der 11. Internationalen Leipziger Dokumentar- und Kurzfilmwoche)
- 1978: „Die Pflaumenbäume sind wohl abgehauen“, 9 Minuten, Interview mit Marie Rose Aman, für die Brecht das Gedicht Erinnerung an die Marie A. verfasste
- „Ich werde Artist“, 18 Minuten (Ausbildung an einer Artistenschule; Festivalbeitrag Tampere und Mannheim, Hauptpreis in Tampere)
- „...und sie bewegt sich doch“, 30 Minuten (über die Entstehung von Brechts Drama „Leben des Galilei“)
- 1980: „Die drei anderen Jahreszeiten“, 35 Minuten, (Dokumentarfilm über das Leben der Fischerfamilien in Gager auf Rügen)
- 1983: „Erinnerung an eine Landschaft – für Manuela“, 82 Minuten (Vordringen eines Braunkohlegebiets bei Leipzig durch besiedeltes Gebiet. Findlingspreis 1983)
- 1986: „Im Jahr 1932 – Der rote Kandidat“, 89 Minuten (über das Jahr 1932 und den Erfolg der Nationalsozialisten 1933; Preise auf Festivals in Leipzig und Florenz)
- 1990: I’m a Negro. I’m an American – Paul Robeson, 90 Minuten (über den amerikanischen Sänger und Bürgerrechtler Paul Robeson in der McCarthy-Ära).
- 1990: Im Durchgang – Protokoll für das Gedächtnis
- 1992: „Die Garnisonkirche – Protokoll einer Zerstörung“, 60 Minuten (Archivmaterial und Interviews zur Zerstörung der Garnisonkirche; Deutscher Preis für Denkmalschutz)
- „Leben im besetzten Haus“, 34 Minuten (Junge Leute suchen Lebensalternativen zur etablierten Gesellschaft).
- „Der lange Abschied von Chemnitz“, 45 Minuten (Film über die Geschichte von Chemnitz)
- „Bis die Russen kamen – Kriegsende in Mitteldeutschland“, 45 Minuten (über den Versuch Schwarzenberg)
- „Am Rande eines Krieges“, 45 Minuten (über den ungarischen Aufstand 1956)